# آندژی گواب
آندژی گواب (لهستانی: Andrzej Głąb؛ زادهٔ ۱۰ نوامبر ۱۹۶۶) کشتی‌گیر اهل لهستان است.